# Panicum lutzii
Panicum lutzii är en gräsart som beskrevs av Jason Richard Swallen. Panicum lutzii ingår i släktet vipphirser, och familjen gräs. Inga underarter finns listade i Catalogue of Life.